# Suicide Squad: Kill the Justice League
Suicide Squad: Kill the Justice League (с англ. — «Отряд самоубийц: Убить Лигу справедливости»; официальное русское локализованное название «Отряд самоубийц: Конец Лиги справедливости») — компьютерная игра в жанре action-adventure с открытым миром, разработанная британской студией Rocksteady Studios и издаваемая американской компанией Warner Bros. Games. Suicide Squad является спин-оффом серии Batman: Arkham и продолжение Batman: Arkham Knight (2015). Эта игра вращается вокруг попыток титулованной команды победить Брэйниака, когда он вторгается на Землю и захватывает разум Лиги справедливости.
Релиз игры для Windows, PlayStation 5 и Xbox Series X/S состоялся 2 февраля 2024 года. Игра получила неоднозначные отзывы критиков, которые высоко оценили сюжет и игровой процесс кампании, но раскритиковали ее повторение и элементы живого обслуживания. Игра не оправдала ожиданий Warner Bros. Games по продажам.

## Игровой процесс
Suicide Squad: Kill the Justice League — жанрово-меняющая игра в жанре action-adventure с элементами шутера, действие которой происходит в открытом мире, основанном на Метрополисе. В игре будут представлены четыре игровых персонажа: Харли Квинн, Дэдшот, Капитан Бумеранг и Король Акула. Хотя в неё можно играть в одиночку, в игре также будет кооперативный многопользовательский режим на четырёх игроков. В одиночной игре игроки могут переключаться между персонажами по желанию, в то время как другие персонажи контролируются искусственным интеллектом.
У каждого персонажа свой стиль боя и индивидуальный способ передвижения — например, Харли Квинн атакует бейсбольной битой, а для перемещения использует крюк, какой использовал Бэтмен в предыдущих играх. Включено дерево навыков, позволяющая игрокам в любой момент игры повторно использовать различные навыки для экспериментов. Ожидается пост-релизный контент с участием дополнительных игровых персонажей.

## Сюжет

### Вселенная и персонажи
В первом трейлере изображен Брэйниак, атакующий Метрополис, и правительственная оперативная группа, известная как Отряд самоубийц — Харли Квинн (Тара Стронг), Капитан Бумеранг, Дэдшот и Король Акул (Самоа Джо) — послана Амандой Уоллер, чтобы расследовать и убить «Альфа-цель». После битвы с приспешниками Брэйниака, у команды есть стычка с Суперменом, разум которого контролирует Брэйниак, представленный как «Альфа-цель».
Действия Kill the Justice League проходят после событий Batman: Arkham Knight. Аманда Уоллер (Дебра Уилсон) создаёт «Отряд самоубийц» — оперативную группу, в состав которой входят преступники и заключённые лечебницы Аркхэм Харли Квинн, Капитан Бумеранг, Король Акула и Дэдшот. Им поручают секретное задание в Метрополисе, и по прибытии туда, злодеи узнают о вторжении Брэйниака на Землю и его контроле сознания жителей города, включая членов Лиги Справедливости — Супермена, Флэша (Скотт Портер), Зелёного Фонаря и Бэтмена (Кевин Конрой). Чудо-женщина является единственной супергероиней, которая оказалась не под контролем Брэйниака. Не имея каких-либо возможностей рассчитывать на помощь героев, Отряд должен спасти мир, освободив Лигу Справедливости от управления разума Брэйниака и остановив его до того, как он уничтожит Метрополис, а впоследствии, и весь мир.

### Сценарий
Обитатели лечебницы Аркхэм Дэдшот, Капитан Бумеранг, Харли Квинн и Король Акул освобождены из плена Амандой Уоллер и вынуждены присоединиться к ее Оперативной группе X, «Отряду самоубийц». После того, как им в головы вводят миниатюрные бомбы, Уоллер отправляет отряд в Метрополис, который в настоящее время подвергается нападению Брейниака. Когда они совершают налет на Зал Правосудия, Зеленый Фонарь с промытыми мозгами нападает на отряд и объясняет, что атака Брейниака - это начало его планов по терраформированию Земли. Флэш вмешивается, чтобы спасти отряд, но получает тяжелое ранение и попадает в плен к Бэтмену с промытыми мозгами, когда Бумеранг вытаскивает его из укрытия. Отряд отступает в Зал Правосудия и встречает Чудо-женщину, единственного члена Лиги Справедливости, которому не промыли мозги. Она отказывается работать с ними как раз в тот момент, когда Уоллер приказывает отряду убить Лигу Справедливости и покончить с их угрозой.
Уоллер заставляет отряд прочесывать Метрополис в поисках оружия и технологий, которые можно использовать против Лиги Справедливости, а также насильственно вербовать других злодеев в свои ряды. Они пытаются задержать Лекса Лютора, чтобы получить его знания, но он убит Флэшем, которому теперь тоже промыли мозги. Отряду чудом удается спастись благодаря вмешательству Чудо-женщины. Она использует свое лассо на Флэше, чтобы найти способ остановить Брейниака, на что он отвечает, что единственный способ - убить ее друзей. Отряд снабжен технологией борьбы с силой скорости, которую они используют, чтобы убить Флэша. Прибывает Зеленый Фонарь и вынуждает отряд бежать через один из порталов Брейниака. Отряд оказывается перенесенным на Землю-2, альтернативную Землю, которая уже была уничтожена Брейниаком. Они также встречают альтернативную версию Лютора, который рассказывает, что он сотрудничал со своей версией с Земли-1, чтобы подготовиться к вторжению Брейниака.
Лютор-2 переносит отряд обратно в их измерение и предупреждает, что Уоллер убьет их всех, как ее версия на Земле-2 поступила с ее собственным отрядом. Отряд врывается в секретное банковское хранилище Wayne Enterprises, где они находят Чудо-женщину, создающую щит на основе криптонита. После того, как она уходит, Лютор-2 достает батарейки Желтого Фонаря, которые Бэтмен хранил на случай непредвиденных обстоятельств против Зеленого Фонаря, и отдает их отряду. Он также показывает, что Уоллер не намерена предоставлять отряду свободу, либо позволив им быть убитыми, либо иным образом использовать технологию контроля сознания Брейниака. Затем отряд противостоит Зеленому Фонарю и убивает его, временно выводя из строя щит, защищающий корабль Брейниака. Уоллер пытается нанести ядерный удар по Брейниаку, готовая пожертвовать отрядом, но Супермен с промытыми мозгами срывает ее планы.
Чудо-женщина и Супермен начинают сражаться друг с другом, пока отряд пытается сопроводить Уоллер в безопасное место внутри Зала Правосудия. Чудо-женщина пронзает Супермена осколком криптонита, но он выживает и убивает ее, прежде чем отступить на корабль Брейниака. Лютор-2 выдвигает теорию, что Брейниак изменил ДНК Супермена, чтобы он был более устойчив к криптониту, и предлагает захватить Бэтмена, чтобы он мог разработать контрмеру. Отряд захватывает Бэтмена в его убежище и доставляет его к Лютору-2, который разрабатывает золотой криптонит для борьбы с Суперменом. Поскольку Бэтмен больше не нужен, Харли застреливает его. Супермена выманивают и впоследствии убивают золотым криптонитовым оружием отряда. Однако Брейниак захватывает их и намеревается промыть мозги отряду, превратив его в своих приспешников. Лютор-2 спасает их и рассказывает, что он узнал о существовании тринадцати различных Брейниаков, разбросанных по разным измерениям, работающих вместе, чтобы захватить власть над всей мультивселенной.
Уоллер и Лютор-2 координируют действия, чтобы телепортировать отряд к месту нахождения Брейниака, чтобы противостоять ему напрямую. После долгой битвы отряд подчиняет и захватывает Брейниака, позволяя Лютору-2 извлечь информацию из его мозга. Извлечение заканчивается убийством Брейниака и срывом его вторжения. Затем отряд готовится выследить оставшихся двенадцать Брейниаков по всей мультивселенной.

## Разработка
«Жестокая» компьютерная игра, основанная на комиксах об Отряде самоубийц, была впервые анонсирована тогдашним креативным директором DC Comics Джеффом Джонсом в июле 2010 года. В феврале 2012 года он уточнил, что игра находится в разработке, добавив, что «Исходя из концепции, мы имеем игру, в которой любой из главных персонажей предположительно может умереть, и это не шутка. Из этого может получиться действительно крутая история». О формировании «Отряда самоубийц» рассказали в конце 2013 года, разработанного WB Games Montreal Batman: Arkham Origins, в котором была сцена после титров — в ней Аманда Уоллер требует от Детстроука присоединиться к команде, а также в Batman: Arkham Origins Blackgate, в котором присоединяются Дэдшот и Бронзовый тигр, команда с Бэйном находится на рассмотрении. За годы, прошедшие с момента выхода Batman: Arkham Knight, ходили слухи о том, что WB Games Montreal работает над игрой по «Отряду самоубийц», но никаких официальных заявлений от команды разработчиков не поступало В декабре 2016 года Джейсон Шрайер из Kotaku сообщил, что игра от WB Games Montreal была отменена.
Rocksteady Studios анонсировали Suicide Squad: Kill the Suicide Squad в августе 2020 года. Создатель франшизы Batman: Arkham, первоначально, по слухам, работал над игрой по Супермену, которую они позже опровергли. Премьера первого трейлера игры состоялась 22 августа 2020 года на DC FanDome. Поскольку действие игры разворачивается в так называемой франшизе Arkhamverse, сюжетные нити, установленные в серии Batman: Arkham, будут продолжены в Suicide Squad. Компания Unbroken Studios из Лос-Анджелеса помогает Rocksteady в разработке игры.

## Выпуск
Релиз Suicide Squad: Kill the Justice League для платформ Windows, PlayStation 5 и Xbox Series X/S был запланирован на 2022 год. В марте 2022 года разработчики объявили о переносе даты выхода игры на 2023 год. На The Game Awards 2022 была объявлена официальная дата выхода — 26 мая, а в игре появится Бэтмен, в последний раз озвученный Кевином Конроем.
23 февраля 2023 года во время презентации State of Play Rocksteady подтвердили, что для прохождения Kill the Justice League потребуется постоянное подключение к Интернету даже в однопользовательской игре, а также в игре будет боевой пропуск с косметическими для персонажей предметами. После показа геймплея на мероприятии последовавшей негативной реакции от игроков, уже в марте появилась информация о переносе игры на неопределённый срок. 13 апреля Rocksteady подтвердили информацию о переносе релиза — новая дата назначена на 2 февраля 2024 года. С 30 ноября по 5 декабря на всех платформах прошло альфа-тестирование игры на всех платформах. Руководитель обновлённой киновселенной DC Джеймс Ганн заявил, что игра про «Отряд самоубийц» не будет последней игрой во франшизе Batman: Arkham. В декабре Rocksteady в сервере Discord сообщили о переносе игры в Epic Games Store на 5 марта, а оформленные предзаказы будут отменены.
22 января 2024 года разработчики показали Джокера, который станет игровым персонажем в рамках первого сезона, который начнётся в марте — несмотря на то, что злодей умер в Arkham City, он предстанет более молодым и неуверенным в себе персонажем, прибывший в Метрополис из параллельной вселенной, где также был членом «Отряда Самоубийц».
В день открытия раннего доступа для тех, кто предзаказал Deluxe-издание Suicide Squad, серверы игры отключили спустя час после бага, в котором игроки после входа увидели, что их сюжетная кампания полностью пройдена на 100 %. В качестве компенсации Rocksteady раздали владельцам Deluxe-издания две тысячи «Лютор-койнов» — местной игровой валюты, что эквивалентно двадцати долларам США и двум игровым скинам.

### Комиксы
С 6 февраля по 4 июня 2024 года публиковался приквел в виде комикса Suicide Squad: Kill Arkham Asylum, который проходит между событиями Arkham Knight и Kill the Justice League — по сюжету, Аманда Уоллер взяла под контроль лечебницу Аркхэм и собирает Оперативную группу X для миссии по спасению Лиги справедливости. Всего вышло 5 выпусков.

## Отзывы критиков
| Сводный рейтинг       | Сводный рейтинг                        |
| Агрегатор             | Оценка                                 |
| --------------------- | -------------------------------------- |
| Metacritic            | (PC) 63/100 (PS5) 60/100 (XSXS) 61/100 |
| OpenCritic            | 59/100                                 |
| Иноязычные издания    |                                        |
| Издание               | Оценка                                 |
| 4Players              | 6,5/10                                 |
| Destructoid           | 6/10                                   |
| Edge                  | 6/10                                   |
| Eurogamer             | [ 50 ]                                 |
| Game Informer         | 6/10                                   |
| GameSpot              | 5/10                                   |
| GamesRadar+           | [ 53 ]                                 |
| GameStar              | 68/100                                 |
| Hardcore Gamer        | 2,5/5                                  |
| IGN                   | 5/10                                   |
| Jeuxvideo.com         | 13/20                                  |
| NME                   | [ 58 ]                                 |
| PCGamesN              | 4/10                                   |
| PC Gamer (US)         | 67/100                                 |
| Push Square           | 7/10                                   |
| Shacknews             | 5/10                                   |
| The Guardian          | [ 63 ]                                 |
| VG247                 | [ 64 ]                                 |
| Video Games Chronicle | [ 65 ]                                 |
| Русскоязычные издания |                                        |
| Издание               | Оценка                                 |
| GameMAG.ru            | 5/10                                   |
| StopGame.ru           | «Мусор»                                |
| «Игры Mail.ru»        | 6/10                                   |

Согласно сайту-агрегатору Metacritic, версии для Windows и PlayStation 5 и Xbox Series X/S получили «смешанные отзывы» — она получила 63, 60 и 61 балл из 100 соответственно.
Suicide Squad: Kill the Justice League был включён «Игроманией» и DTF в список разочарований 2024 года. 

### Продажи
Уже спустя несколько недель после выхода финансовый директор издателя Warner Bros. признал, что игра «не оправдала ожиданий», что приведёт к «сильному годовому спаду в первом квартале» для компании.

## Ссылка
- suicidesquadgame.com — официальный сайт Suicide Squad: Kill the Justice League